# Copa Centreamericana de futbol
La Copa Centreamericana de futbol fou la principal competició de seleccions entre els membres de la Unión Centroamericana de Fútbol (UNCAF). Es disputava des de 1991 cada dos anys, anomenada inicialment Copa de les Nacions de la UNCAF, adoptant l'actual el 2011. La darrera edició es disputà el 2017, quan fou absorbida dins la Lliga de les Nacions de la CONCACAF.
Resum del campionats de la CONCACAF:
| Amèrica del Nord                                     | Amèrica Central i Carib                    | Amèrica Central i Carib                                              |
| ---------------------------------------------------- | ------------------------------------------ | -------------------------------------------------------------------- |
| Campionat de la NAFC (1947-1949)                     | Campionat de la CCCF (1941-1961)           | Campionat de la CCCF (1941-1961)                                     |
| Campionat de la CONCACAF (1963-1971)                 |                                            |                                                                      |
| Fase de Classificació de la Copa del Món (1973-1989) |                                            |                                                                      |
| Copa d'Or de la CONCACAF (1991-avui)                 |                                            |                                                                      |
| Amèrica del Nord                                     | Amèrica Central                            | Carib                                                                |
| Campionat de la NAFU (1990-1991)                     | Copa Centreamericana de futbol (1991-2017) | Campionat de la CFU (1978-1988) Copa del Carib de futbol (1989-2017) |
| Lliga de Nacions de la CONCACAF (2019-avui)          |                                            |                                                                      |
| Tota Amèrica                                         |                                            |                                                                      |
| Campionat Panamericà de futbol (1952-1960)           |                                            |                                                                      |

## Historial
Font:
| Any  | Seu          | Final        | Final        | Final        | Tercer lloc   | Tercer lloc  | Tercer lloc   |
| Any  | Seu          | Campió       | Resultat     | Finalista    | Tercer        | Resultat     | Quart         |
| ---- | ------------ | ------------ | ------------ | ------------ | ------------- | ------------ | ------------- |
| 1991 | Costa Rica   | · Costa Rica | lligueta     | · Hondures   | · Guatemala   | lligueta     | · El Salvador |
| 1993 | Hondures     | · Hondures   | lligueta     | · Costa Rica | · Panamà      | lligueta     | · El Salvador |
| 1995 | El Salvador  | · Hondures   | 3-0          | · Guatemala  | · El Salvador | 2-1          | · Costa Rica  |
| 1997 | Guatemala    | · Costa Rica | lligueta     | · Guatemala  | · El Salvador | lligueta     | · Hondures    |
| 1999 | Costa Rica   | · Costa Rica | lligueta     | · Guatemala  | · Hondures    | lligueta     | · El Salvador |
| 2001 | Hondures     | · Guatemala  | lligueta     | · Costa Rica | · El Salvador | lligueta     | · Panamà      |
| 2003 | Panamà       | · Costa Rica | lligueta     | · Guatemala  | · El Salvador | lligueta     | · Hondures    |
| 2005 | Guatemala    | · Costa Rica | 1-1 7-6 pen. | · Hondures   | · Guatemala   | 3-0          | · Panamà      |
| 2007 | El Salvador  | · Costa Rica | 1-1 4-1 pen. | · Panamà     | · Guatemala   | 1-0          | · El Salvador |
| 2009 | Hondures     | · Panamà     | 0-0 5-3 pen. | · Costa Rica | · Hondures    | 1-0          | · El Salvador |
| 2011 | Panamà       | · Hondures   | 2-1          | · Costa Rica | · Panamà      | 0-0 5-4 pen. | · El Salvador |
| 2013 | Costa Rica   | · Costa Rica | 1-0          | · Hondures   | · El Salvador | 1-0          | · Belize      |
| 2014 | Estats Units | · Costa Rica | 2-1          | · Guatemala  | · Panamà      | 1-0          | · El Salvador |
| 2017 | Panamà       | · Hondures   | lligueta     | · Panamà     | · El Salvador | lligueta     | · Costa Rica  |

1. ^  Classificació decidida en una lligueta.

## Palmarès
| Equip       | Títols                                             | Finalista                        | Tercer                                 | Quart                                        |
| ----------- | -------------------------------------------------- | -------------------------------- | -------------------------------------- | -------------------------------------------- |
| Costa Rica  | 8 (1991, 1997, 1999, 2003, 2005, 2007, 2013, 2014) | 4 (1993, 2001, 2009, 2011)       | —                                      | 2 (1995, 2017)                               |
| Hondures    | 4 (1993, 1995, 2011, 2017)                         | 3 (1991, 2005, 2013)             | 2 (1999, 2009)                         | 2 (1997, 2003)                               |
| Guatemala   | 1 (2001)                                           | 5 (1995, 1997, 1999, 2003, 2014) | 3 (1991, 2005, 2007)                   | —                                            |
| Panamà      | 1 (2009)                                           | 2 (2007, 2017)                   | 3 (1993, 2011, 2014)                   | 2 (2001, 2005)                               |
| El Salvador | —                                                  | —                                | 6 (1995, 1997, 2001, 2003, 2013, 2017) | 7 (1991, 1993, 1999, 2007, 2009, 2011, 2014) |
| Belize      | —                                                  | —                                | —                                      | 1 (2013)                                     |
| Nicaragua   | —                                                  | —                                | —                                      | —                                            |